# Karlovac-Velebit Milton
Karlovac-Velebit Milton je hrvatski nogometni klub iz Kanade osnovan 14. studenog 1978. godine. Klub je bio član Hrvatskog nacionalnog nogometnog saveza Kanade i SAD. 
Grb kluba čini modificirani grb grada Karlovca na hrvatskoj trobojnici.